# Phobus (geslacht)
Phobus is een geslacht van vlinders van de familie snuitmotten (Pyralidae), uit de onderfamilie Phycitinae.

## Soorten
- P. brucei Hulst, 1895
- P. curvatella Ragonot, 1887
- P. funerella Dyar, 1925
- P. incertus Heinrich, 1956